# 蝴蝶星團
蝴蝶星團(也稱為梅西耶 6、M6、或NGC 6405)是位於南天星座天蝎座的一個疏散星團。它的名字源於它的形狀與一隻蝴蝶有幾分相似。在川普勒分類法的類型是II 3 r：r表示它有豐富的恒星，II意味著向中心集中的傾向，3則說明有少數恆星非常明亮，但多數恆星是黯淡的。它在托勒密星團(M7)西北方3.5°，而這兩個星團都在天蠍座的尾鈎的北方。

## 觀測簡史
在1654年，喬瓦尼·巴蒂斯塔·霍迪耶納成為第一位記錄蝴蝶星團的天文學家。然而，小羅伯特·伯納姆提出，1世紀的天文學家托勒密在觀察它的鄰居，托勒密星團時，可能也以裸眼看見了它。不過，蝴蝶星團的發現通常歸功於在1746年觀測它的讓-飛利浦-洛伊斯-德赫。查爾斯·梅西耶在1764年5月23日觀測這個星團，並將它列入梅西耶天體。

## 性質
多年來，對蝴蝶星團的距離估計都不相同。吳領導的小組在2009年估計其距離為1,590光年，則對應的空間維度約為12光年。現代測量顯示其總視星等為4.2等，年齡為9,420萬年。與太陽相比，星團成員顯示比氦重的元素豐度略高；也就是天文學家所謂的金屬量較高。.
有120多顆視星等比15.1等亮的恆星已被確認最可能是星團的成員。這個星團中大多數明亮的恆星都是炙熱的藍色B型，但是最亮的成員是K型的橙色巨星：天蠍座BM，在照片中會與明亮的藍色星呈明顯的對比。天蠍座BM是顆半規則變星，它的視星等在+5.5至+7.0之間變化。星團中還有8顆是化學異常恆星的候選者。

## 運動
這個星團距離銀河中心24.59 ± 0.13 kly（7.54 ± 0.04 kpc），並跟隨著一個以低離心率0.03，週期2億420萬年，通過銀河系的星系運動。目前，它位於銀河平面下方23 ly（7 pc），並且約2,940萬年後會通過銀河平面。

## 外部連結
- Messier 6, SEDS Messier pages （页面存档备份，存于）
- WikiSky上关于The Butterfly Cluster的内容：DSS2, SDSS, GALEX, IRAS, 氢α, X射线, 天文照片, 天图, 文章和图片